# Best Friend Ever
『Best Friend Ever』（ベスト・フレンド・エバー）は、2023年2月8日にavex traxから発売された韓国のアイドルグループNCT DREAMの日本デビューシングル。

## 概要
- NCT DREAMの日本デビューシングル。
- タイトル曲「Best Friend Ever」と、セカンドフルアルバム『Glitch Mode』よりリード曲「Glitch Mode」の日本語バージョン「Glitch Mode (Japanese ver.)」の2曲が収録されている。
- タイトル曲「Best Friend Ever」はNCT DREAM初の日本オリジナル楽曲である。

## チャート成績
2月20日付のオリコン週間シングルランキングで初週18.3万枚を売り上げ、1位を獲得した。また、オリコンチャート初登場から3月27日付まで6週連続でTOP30入りを記録した。
2月17日付のオリコン週間合算シングルランキングで自身初の1位を獲得した。
2月15日付のビルボードジャパン「Top Singles Sales」チャートで初週34.8万枚を売り上げ、1位を記録した。
日本レコード協会からプラチナ認定を受けた。
7月6日付の「オリコン上半期ランキング2023アーティスト別セールス部門」の「新人ランキング」で期間内売上8.4億円を記録し2位にランクインした。

## プロモーション
- 2023年2月8日、タイトル曲「Best Friend Ever」のミュージックビデオが公開された[9]。
- 2023年3月30日、TBS『CDTV30周年SP前夜祭』でタイトル曲「Best Friend Ever」のパフォーマンスを披露した[10]。

## 収録曲
1. Best Friend Ever [3:21]
  - 作詞 ：MEG.ME、MARK
  - 作曲 ：Greg Bonnick、Hayden Chapman、James 'Boy Matthews' Norton
  - 編曲 ：LDN Noise

シンセベースを基軸とした爽やかなトラックと、耳馴染みのよいメロディーラインが特徴の楽曲で「青春の光と影」を表現している[11]。
テーマはかけがえのない存在。『ただ美しいばかりではない。きっと誰もが心のどこかに痛みを抱えている。それでも互いに分かち合い、支え合える「ベストフレンド」がいれば共に歩んでいける。』という唯一無二の絆を歌う[11]。
2. Glitch Mode (Japanese ver.) [3:27]
  - 作詞 ：Jae-Eun Yoo、MARK
  - 日本語詩：ZERO (J-Hiphop)
  - 作曲 ：Benjamin 55、Alony 55
  - 編曲 ：Benjamin 55、Alony 55

セカンドフルアルバム『Glitch Mode』収録曲「Glitch Mode」の日本語バージョン。
日本公演「THE DREAM SHOW2 : In A DREAM - in JAPAN」にて初披露された[12]。

## リリース
- Single初回生産限定盤 A ver.
空の背景をメインにしたデザイン。日本デビューを時空にとらえ、そこに到達するまでの世界観を表現している[13]。
- Single初回生産限定盤 B ver.
NCT DREAMの持つ「永遠の青春」アイコンのイメージとは異なり、メンバーの等身大の姿が表現されている[13]。
- メンバー別 Ver.
自分自身を真摯に見つめ、これから歩む新しい道への決意を表すようなまなざしが感じられるジャケットデザイン[13]。
  - Single初回生産限定盤 MARK ver.
  - Single初回生産限定盤 RENJUN ver.
  - Single初回生産限定盤 JENO ver.
  - Single初回生産限定盤 HAECHAN ver.
  - Single初回生産限定盤 JAEMIN ver.
  - Single初回生産限定盤 CHENLE ver.
  - Single初回生産限定盤 JISUNG ver.
- Single通常盤
- Single初回生産限定盤 ドーム公演記念盤